# Hekabe (Euripides)

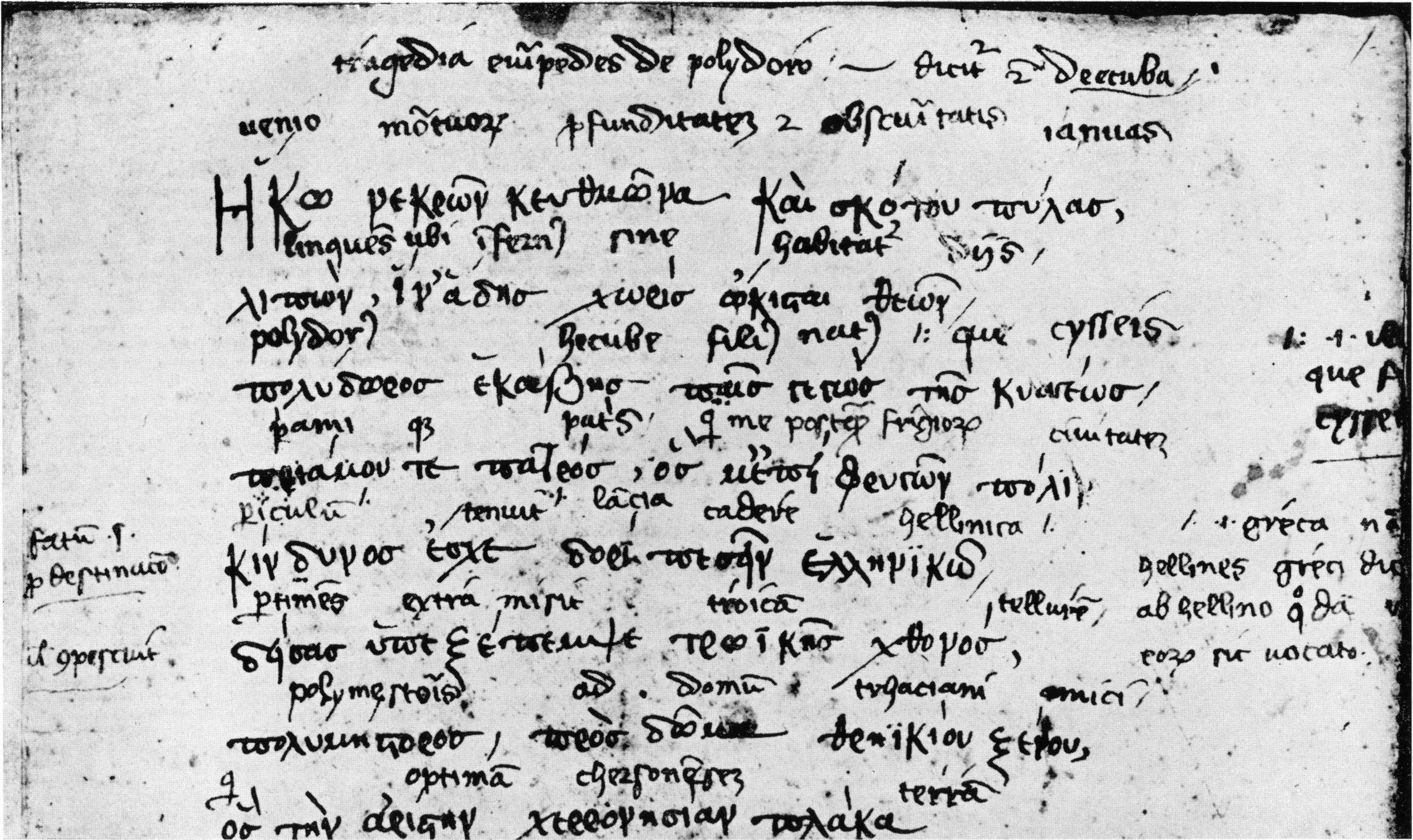
Euripides, Hekabe mit Übersetzung ins Lateinische und Marginalien von Leontius Pilatus, Florenz

Hekabe (altgriechisch Ἑκάβη Hekábē) ist eine Tragödie des griechischen Dichters Euripides, die zwischen 425 und 424 v. Chr. entstand. Im Mittelpunkt steht das tragische Schicksal Hekabes, der Königin von Troja, nach dem Sieg der Griechen, als sie von der Opferung ihrer Tochter Polyxena und dem Mord an ihrem jüngsten Sohn Polydoros erfährt.

## Handlung
Im Prolog erzählt Polydoros, der jüngste Sohn des Königs Priamos und dessen Frau Hekabe, als Verstorbener von seinem Schicksal. Er wurde als Junge an den Hof des mit seinem Vater befreundeten Königs von Thrakien Polymestor geschickt, um in Sicherheit zu sein, falls sein Vaterland besiegt werden sollte. Um sein Wohlergehen zu garantieren, gab Priamos ihm Gold mit. Nach dem Fall Trojas ließ der thrakische König Polydoros töten und seinen Leichnam ins Meer werfen, um das Gold für sich zu beanspruchen. So blieb der Prinz unbestattet und unbeweint. Polydoros drückt in seinem Monolog aus, dass er ein ähnlich tragisches Schicksal für seine Schwester Polyxena ahnt.
Hekabe befindet sich im Lager der griechischen Armee an der Küste Thrakiens. Sie ist vom Schicksal geschlagen, da sie als Sklavin mit ihrer Tochter Polyxena nach Griechenland gebracht werden soll und einen Großteil ihrer Familie verloren hat. In Thrakien möchte sie ihren Sohn Polydoros sehen. Der Chor eröffnet ihr, dass beschlossen wurde, Polyxena auf dem Grab des Kriegshelden Achill zu opfern. Obwohl Agamemnon und andere Griechen sich dagegen ausgesprochen haben, kann Odysseus sie von dem Opfer für Achill überzeugen. Die verzweifelte Hekabe berichtet ihrer Tochter Polyxena von dem Beschluss des Griechenrats. Die junge Prinzessin findet Trost in dem Gedanken, nun nicht versklavt zu werden, und will ihr Schicksal mit Stolz ertragen.

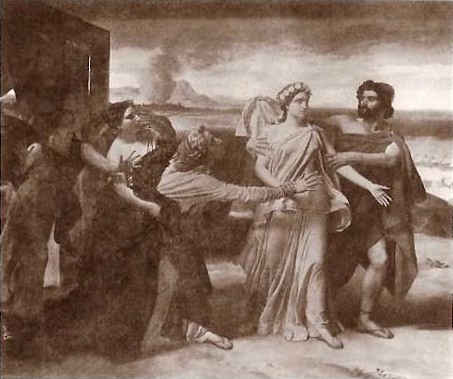
Michel Martin Drolling: Hekabe verabschiedet Polyxena, 1824 (Museum Crozatier au Puy-en-Velay)

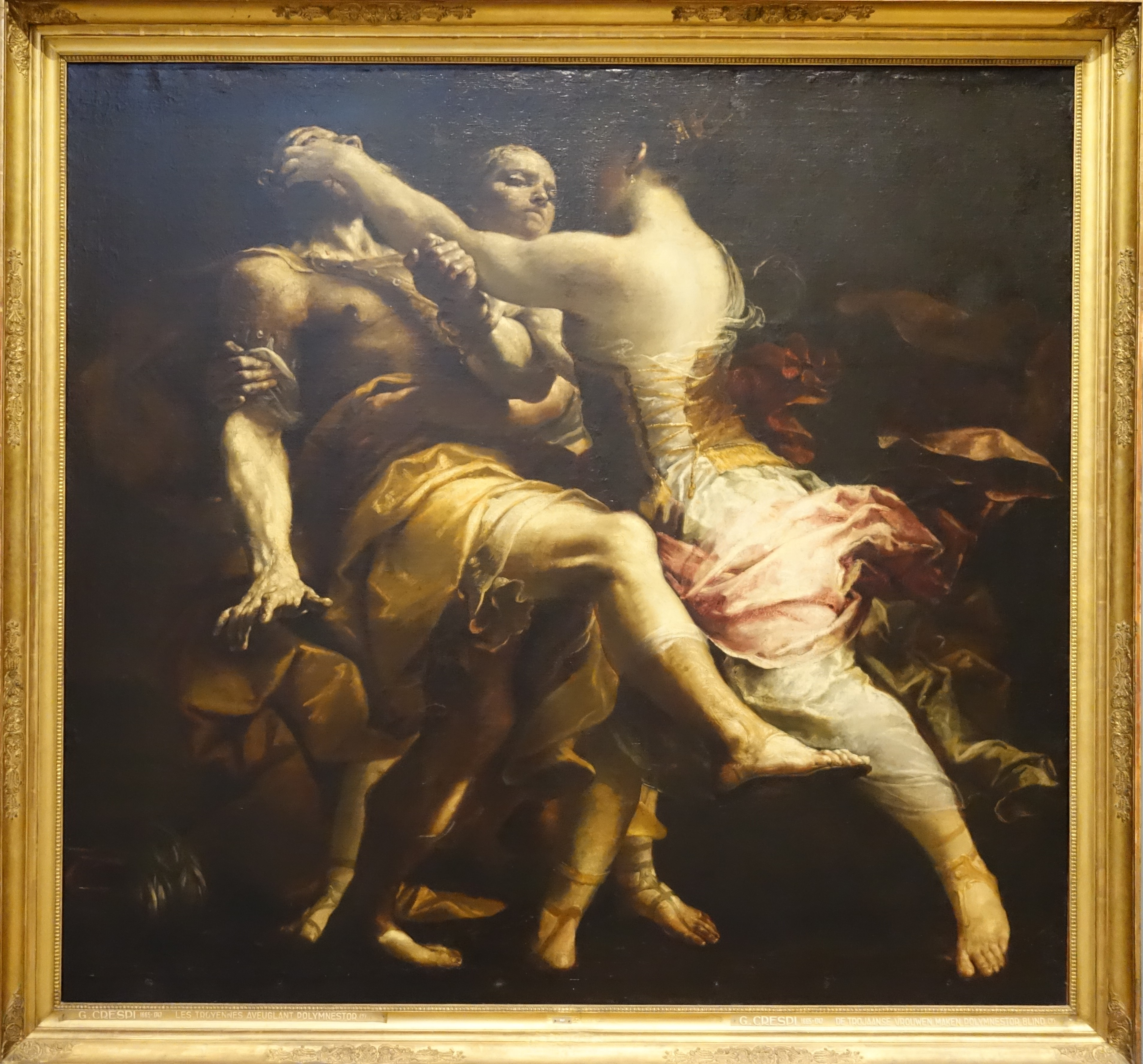
Giuseppe Crespi: Hekabe blendet Polymestor, 18. Jahrhundert

Odysseus kommt und will Polyxena holen, damit sie geopfert wird. Er appelliert an Hekabe, diesen Schlag mit Würde zu tragen. Diese ist untröstlich und erinnert Odysseus daran, wie er einst in Troja durch ihr Mitleid gerettet wurde. Sie versucht, mit ihm zu verhandeln,  und meint, wenn überhaupt, so solle die Schönste und die Verursacherin des Leids, Helena, an Achills Grab getötet werden. Odysseus widerspricht ihr, außerdem gelte seine Dankbarkeit nur ihr, nicht ihrer Tochter. Ferner, so argumentiert er, müsse ein Heldengrab geehrt werden, damit sich auch in Zukunft Männer für den Kampf zur Verfügung stellten. Polyxena findet sich mit ihrem Schicksal ab, weil sie den Tod einem Leben als Sklavin vorzieht, da sie als Prinzessin aufgezogen wurde. Hekabe bietet sich nun selbst an, um ihre Tochter zu retten, aber ihr Angebot wird abgelehnt. Polyxena geht mit Odysseus ihrem Tod entgegen. Hekabe bricht zusammen.
Talthybios möchte die versklavte Königin holen, damit sie ihre Tochter begraben kann, und berichtet, wie furchtlos diese direkt vor ihrem Tod war. Hekabe ist trotzdem verzweifelt. Eine Magd, die für Hekabe Wasser holen sollte, kommt vom Meer zurück und bringt ihr einen Leichnam, der ans Land gespült wurde. Nun erscheint Agamemnon, um Hekabe zu ihrer toten Tochter zu führen, die von ihrer Mutter beerdigt werden soll. Er fragt sie, wer der Tote sein könne. Hekabe berichtet, dass dies ihr Sohn Polydoros sei, der von Polymestor getötet worden war, als dieser vom Fall Trojas erfuhr. Der thrakische König wollte das Polydoros mitgegebene Gold für sich beanspruchen. Agamemnon bemitleidet Hekabe und meint, keine andere Frau müsse so viel Schmerz verkraften. Nun hält diese eine Bittrede, in der sie Agamemnon anfleht, an Polymestor Rache für seine hinterhältige Tat nehmen zu dürfen. Agamemnon zögert, da er mit Hekabe als ehemaliger Feindin nicht gemeinsame Sache machen will, allerdings findet er ihren Wunsch nach Rache verständlich und gerecht. Sie schlägt ihm vor, dass er lediglich dem thrakischen König die Hilfe verweigern solle. Ihre Rache werde sie mit Unterstützung anderer Troerinnen, die als Sklavinnen im Lager leben, nehmen. Agamemnon erklärt sich einverstanden, daraufhin lässt Hekabe nach Polymestor und seinen Nachkommen schicken.
Polymestor erscheint mit seinem Gefolge und drückt Hekabe sein Beileid für ihr Schicksal als Besiegte und Witwe aus. Sie fragt ihn nach ihrem Sohn und dem Gold, woraufhin Polymestor sie belügt und behauptet, Polydoros sei bei bester Gesundheit und das Gold sicher. Hekabe erklärt sich nun bereit, ihm zu sagen, wo es noch mehr Gold aus Troja gebe, und lockt ihn und seine Söhne mit diesem Versprechen in ein Zelt der gefangenen und versklavten Troerinnen. Diese greifen ihn an und nehmen ihm sein Augenlicht. Seine Söhne werden von ihnen erschlagen. Blind ruft der Thraker nach Hilfe. Kurz darauf erscheint Agamemnon. Diesem erzählt Polymestor von dem Angriff auf ihn. Frauen hätten sein Augenlicht geraubt und seine Söhne ermordet. Hekabe rechtfertigt nun ihre Tat vor den beiden und warnt Agamemnon, dem Thraker beizustehen, denn dieser sei ehrlos, respektlos und unwürdig, nachdem er seine Freunde für Gold hintergangen und einen Unschuldigen ermordet habe. Polymestor versucht daraufhin, Hekabe durch Vorhersagen seines Wahrsagers einzuschüchtern, aber diese ist zufrieden, dass sie Rache genommen hat. Es sei vorhergesagt, so Polymestor, dass Hekabes letztes lebendes Kind, Kassandra, die jetzt Sklavin des Agamemnon ist, zusammen mit ihm von dessen Frau in Argos erschlagen werde. Außerdem habe der Wahrsager gesehen, dass Hekabe zu einer Hündin werden würde. Hekabe zeigt sich von den dunklen Vorhersagen unbeeindruckt. Agamemnon schickt nun die Troerinnen zurück in ihre Zelte und Hekabe zur Grabstätte ihrer Kinder, um sie zu begraben.

## Interpretation
Anlässlich einer Aufführung der Tragödie im antiken Theater von Epidauros 2023 setzte Lambrini Soula die Thematik des Stücks in Zusammenhang mit der Zeit seiner Entstehung und hob hervor, dass diese Tragödie damals hochaktuell gewesen war: «Γράφτηκε το 427 π.Χ., ως μια εξαιρετικά ανθρώπινη και βαθιά σκοτεινή αποτίμηση των επιπτώσεων του Πελοποννησιακού Πολέμου που βασάνιζε την πόλη των Αθηνών κατά τον 5ο αιώνα π.Χ.» (deutsch: „Sie wurde 427 v. Chr. geschrieben und ist eine äußerst menschliche und düstere Einschätzung der Auswirkungen des Peloponnesischen Krieges, der die Stadt Athen im 5. Jahrhundert v. Chr. heimsuchte.“)
Hans Strohm schrieb im Weltlexikon der Literatur über den moralischen Aspekt in Hekabe: „Die Tragödie vergegenwärtigt den letzten Augenblick des Trojanischen Krieges in tiefem Mitgefühl für die Besiegten, mit hintergründiger Kritik am moralischen Rang der Sieger.“ Weiter merkte er an, wie das menschliche Leid in der Tragödie verarbeitet wird: „Hier treten nun zwei hellenische Weisen zutage, Leid zu bewältigen. Polyxena geht […] in stolzer Hoffnungslosigkeit in den Tod. Die greise Mutter […] überwindet den Schmerz über den Verlust des Sohnes, indem sie sich an seinem Mörder […] rächt.“

## Aufführungen (Auswahl)
- 1955 zur Eröffnung des erstmalig stattfindenden Epidauros-Festivals (inszeniert von Alexis Minotis)[7]
- 1985 Ethniko Theatro (Übersetzung von Tasos Roussos, inszeniert von Lambros Kostopoulos)[8]
- 2001 Kratiko Theatro Voriou Ellados (Κρατικό Θέατρο Βορείου Ελλάδος, Staatstheater von Nordgriechenland) (Übersetzung Nikos Chourmouziadis, inszeniert von Diagoras Chronopoulos)[9]
- 2005 Albery Theatre London (Übersetzung John Harrison, inszeniert von Laurence Boswell)[10]
- 2023 Athen-Epidauros-Festival (Φεστιβάλ Αθηνών Επιδαύρου 2023) (Übersetzung von Eleni Varopoulou, inszeniert von Io Voulgaraki)[11]

## Ausgaben (Auswahl)
- Γιώργος Γεραλής: Ευριπίδη "Εκάβη". Ψηφιακή Βιβλιοθήκη της Αρχαίας Ελληνικής Γραμματείας, Θεσσαλονίκη, ΚΕΓ 2015 (Giorgos Geralis: Euripides – Hekabe. Digitale Bibliothek der griechischen Literatur der Antike, Thessaloniki, KEG 2015) – Online-Ausgabe (altgriechisch, neugriechisch).
- Stephen G. Daitz: Hecuba / Euripides. Teubner, Leipzig 1990, ISBN 978-3-322-00742-1.
- Hans-Christian Günther: The manuscripts and the transmission of the Paleologan scholia on the Euripidean triad. Steiner, Stuttgart 1995, ISBN 978-3-515-06591-7.
- Kjeld Matthiessen (Hrsg.): Euripides Hekabe. Kommentar. DeGruyter, Berlin/New York 2010, ISBN 978-3-11-022945-5.
- Wolfgang Heyder: Euripides. Herakles-Hekabe-Die Bakchen. Rombach Wissenschaft, Baden-Baden 2021, ISBN 978-3-96821-779-6.